# Захапи за врата
Захапи за врата (на английски: Carpe Jugulum) е роман в жанр хумористично фентъзи, двадесет и третият по ред от поредицата на Тери Пратчет Светът на диска. Книгата е издадена през 1998 г. и е шестата, в която главни действащи лица са Ланкърските вещици.
В романът „Захапи за врата“ Тери Пратчет имитира традицията във вампирските романи и ги противопоставя на представата на модерния свят. Смесени са тези два основни образа – на модерния човек и на вампира.
 Внимание:  Текстът по-долу разкрива сюжета на произведението (или части от него)!
Малкото планинско кралство Ланкър, дом на четирите вещици Баба Вихронрав, Леля Ог, Маграт Чеснова (вече кралица) и Агнес Нит, е изправено в нова опасност, въплътена във вампирското семейство което тероризира хората. Това става точно преди кръщението на дъщерята на Маграт и краля във вярата в бог Ом.
Трите вещици Баба Вихронрав, Леля Ог и Агнес Нит се противопоставят на вампирите и в крайна сметка, не без чужда помощ ги побеждават.